# Sludge metal
Sludge metal är en musikgenre som kan beskrivas som en blandning av doom metal och hardcore. Stilen uppstod i Louisiana, USA i slutet på 1980-talet. Genren kombinerar tyngden och det långsamma tempot hos doom metal med den vrålade sången och den inhemska dynamiken från hardcore. Det finns många likheter mellan denna genre och stoner metal, men sludge metal har dock en helt annan atmosfär och syn på livet när det handlar om texterna. Gitarr och bas har ofta mycket dist för att få fram en "smutsig" atmosfär. Trummorna har rötterna i hardcore, sången skriks eller vrålas fram och texterna är ofta cyniska eller samhällskritiska.
Sludge metal kan vara svårt att kategorisera, och överlappar ofta med genrer som stoner metal, doom metal och post-rock. Många band blandar även in sydstatsrock och bluesrock i musiken. Det finns traditionell sludge i sin rena form med band som Crowbar. Ett annat begrepp är sludgecore där Eyehategod faller in med den brötiga disten, den skrikiga sången, det lite slöa tempot och de hatfyllda och kontroversiella texterna. Ett speciellt utmärkande vissa band brukar ha är kopplingen till sydstadsrock som man kan höra ganska lätt.

## Historia
Sludge metal uppstod under slutet av 1980-talet med sitt centrum i New Orleans. Originalsoundet kallas ofta NOLA (efter New Orleans, Louisiana), och inspirerades av band som Melvins och Black Flag. Under 1990-talet dominerades genren av detta sound, med band som Crowbar, EyeHateGod och Acid Bath. Vid millennieskiftet började dock en ny generation band dyka upp. Flera av dessa band började blanda in element av post-rock i sin musik, en företeelse som till stor del härstammade från det experimentella bandet Neurosis. Den nya stilen fick namnet post-metal, på grund av det stora inflytandet från post-rockband som Mogwai och Explosions in the Sky. Några kända band från denna inriktning är Isis, Cult of Luna och Pelican.

## Närliggande genrer
- Hardcore
- Doom
- Stonerrock
- Post-metal

## Band

### Sludge/stoner metal och annan sludge
- Mastodon
- Bongzilla
- Cavity
- Crowbar
- Caregah
- Fistula
- Eyehategod
- Old Man Gloom
- Brainoil
- Iron Monkey
- ￼￼￼￼pantera
- Down
- e￼
- Sourvein
- Buzzov*en
- Weedeater
- Mortals[1]